# Список музейних підводних човнів
Понад дев'яносто підводних човнів, виведених з бойового складу флотів, зберігаються як кораблі-музеї у більш ніж двадцяти країнах світу. З них понад 30 — в США, по дев'ять — у Великій Британії і Німеччині, вісім — в Росії. В Україні — підводний човен М-305 — експонат Меморіалу героїчної оборони Одеси.
Найбільш відомі підводні човни — музейні комплекси:
| Зображення    | Назва                                          | Місцезнаходження                                                                 | Тип/проект | Рік спуску | Опис |
| Голланд       | Голланд (англ. HMS Holland)                    | Лондон ( Велика Британія)                                                        | Голланд-7  | 1901       | Перший підводний човен Королівського військово-морського флоту. Морський музей.                          |
| Хаєн          | Хаєн (швед. HMS Hajen)                         | Карлскруна ( Швеція)                                                             | —          | 1904       | Перший шведський підводний човен. Морський музей.                                                        |
| Народоволєц   | Д-2 Народоволєц                                | Санкт-Петербург ( Росія)                                                         | Дєкабріст  | 1929       | Представник першого проекту радянських підводних човнів. Меморіал-музей.                                 |
| Весікко       | Весікко (фін. Vesikko)                         | Острів Суоменлінна ( Фінляндія)                                                  | —          | 1933       | Фінський малий підводний човен періоду Другої світової війни. Човен-музей.                               |
| Лембіт        | Лембіт                                         | Таллінн ( Естонія)                                                               | Калев      | 1936       | Естонський та радянський мінний загороджувач. Філія Естонського морського музею.                         |
| С-56          | С-56                                           | Владивосток ( Росія)                                                             | С          | 1939       | Гвардійський підводний човен. Входить до музейного комплексу «Бойова слава Тихоокеанського флоту».       |
| К-21          | К-21                                           | Сєвєроморськ ( Росія)                                                            | К          | 1939       | Крейсерський підводний човен. Філія військово-морського музею Північного флоту.                          |
| U-534         | U-534                                          | Беркенгед ( Велика Британія)                                                     | IXC/40     | 1942       | Піднятий з моря німецький човен. Експлуатується як приватний музей — туристичний атракціон.              |
| U-3           | U-3                                            | Мальме ( Швеція)                                                                 | U          | 1942       | Підводний човен періоду Другої світової війни. Морський технічний музей.                                 |
| U-995         | U-995                                          | Лабьо ( Німеччина)                                                               | VIIC/41    | 1943       | Підводний човен періоду Другої світової війни. Музей-меморіал загиблим морякам.                          |
| U-2540        | U-2540                                         | Бремергафен ( Німеччина)                                                         | XXI        | 1945       | Підводний човен періоду Другої світової війни. Музейно-туристичний комплекс.                             |
| Торк (SS-423) | SS-287, SS-297, SS-310, SS-319, SS-383, SS-423 | Перл-Гарбор, Оклахома-Сіті, Трентон, Сан-Франциско, Філадельфія, Балтимор ( США) | Балао      | 1943-1944  | Підводні човни-музеї періоду Другої світової війни.                                                      |
| Альянс        | Альянс (англ. HMS Alliance)                    | Госпорт ( Велика Британія)                                                       | Амфіон     | 1945       | Представник післявоєнного покоління англійських ПЧ. Експонується в Королівському музеї підводних човнів. |
| Пасопаті      | Пасопаті (англ. KRI Pasopati)                  | Сурабая ( Індонезія)                                                             | пр. 613    | 1952       | Експортний варіант радянського ПЧ 613-го проекту. Корабель-музей.                                        |
| С-189         | С-189                                          | Санкт-Петербург ( Росія)                                                         | пр. 613    | 1954       | Представник наймасовішого проекту радянських підводних човнів. Приватний музей.                          |
| Наутілус      | Наутілус (англ. USS Nautilus)                  | Гротон ( США)                                                                    | —          | 1954       | Перший у світі атомний підводний човен. Першим досяг Північного полюсу. Корабель-музей.                  |
| М-305         | М-305                                          | Одеса ( Україна)                                                                 | пр. А615   | 1956       | Експонат Меморіалу героїчної оборони Одеси. Корабель-меморіал ПЧ М-296, Позначення М-305 помилкове.      |